# 余別村
余別村（よべつむら）は、かつて北海道積丹郡にあった村。

## 沿革
- 1906年（明治39年）4月1日 - 北海道二級町村制施行により積丹郡余別村、来岸村、神岬村、西河村が合併し、余別村が発足。小樽支庁に所属。
- 1910年（明治43年）3月1日 - 支庁の統合により後志支庁に所属。
- 1924年（大正13年）4月1日 - 一級村へ移行。
- 1956年（昭和31年）9月30日 - 美国郡美国町、積丹郡入舸村と合併して積丹郡積丹町となり消滅した。